# Église Sainte-Croix-des-Arméniens de Venise
L'église Sainte-Croix-des-Arméniens (vocable en italien : Santa Croce degli Armeni) est située à Venise, en Italie. C'est une église catholique arménienne.

## Description
Santa Croce degli Armeni est située sur le dans le sestiere de San Marco, non loin de la place Saint-Marc. L'édifice est discret et niché à l'intérieur des bâtiments environnants on y accède par le Sotoportego degli Armeni ; les seuls éléments extérieurs qui signalent la présence de l'église sont une discrète porte d'entrée et un petit clocher surmonté d'une croix.
L'intérieur est de style baroque et possède un dôme central.

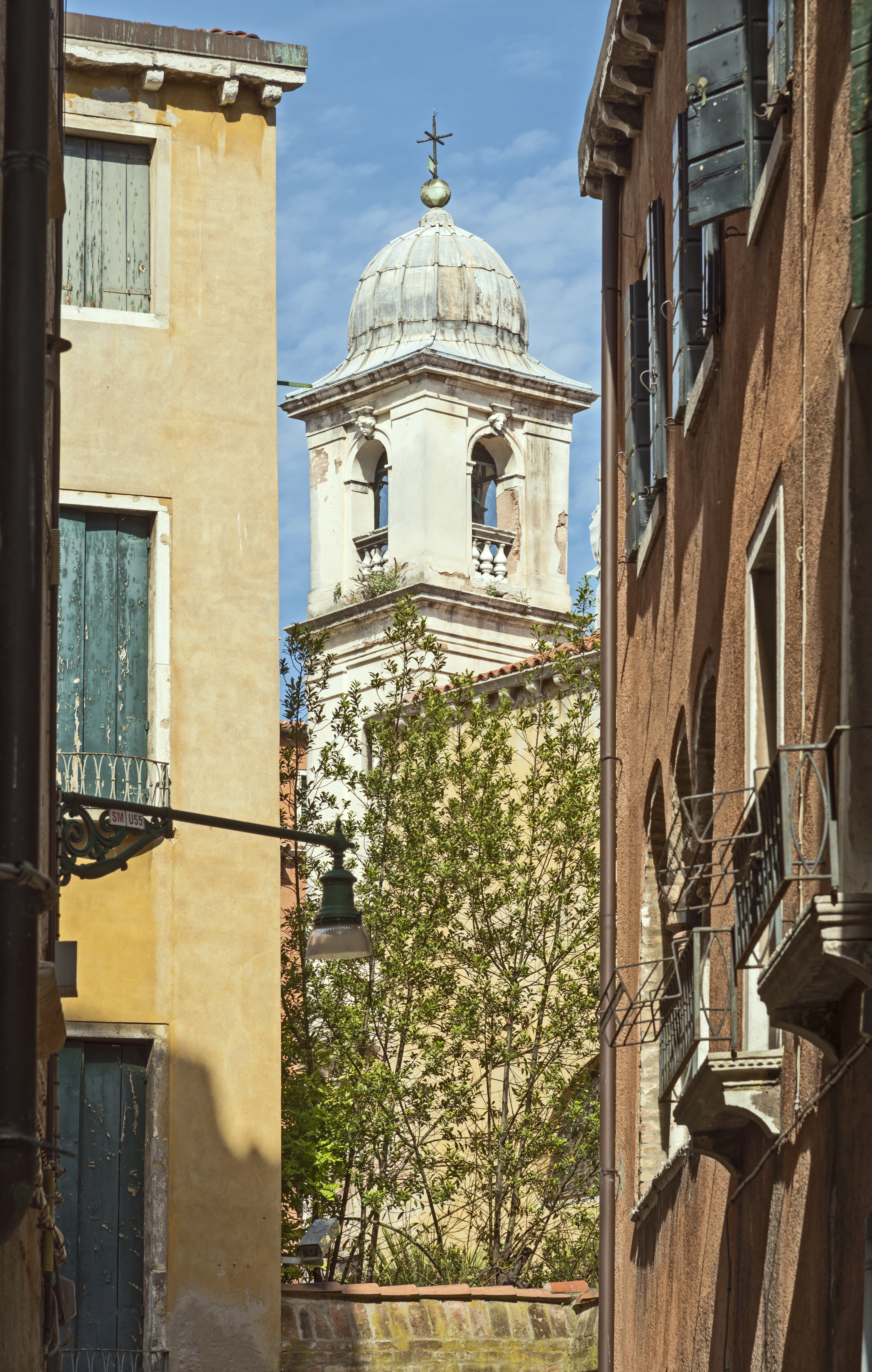
Le campanile
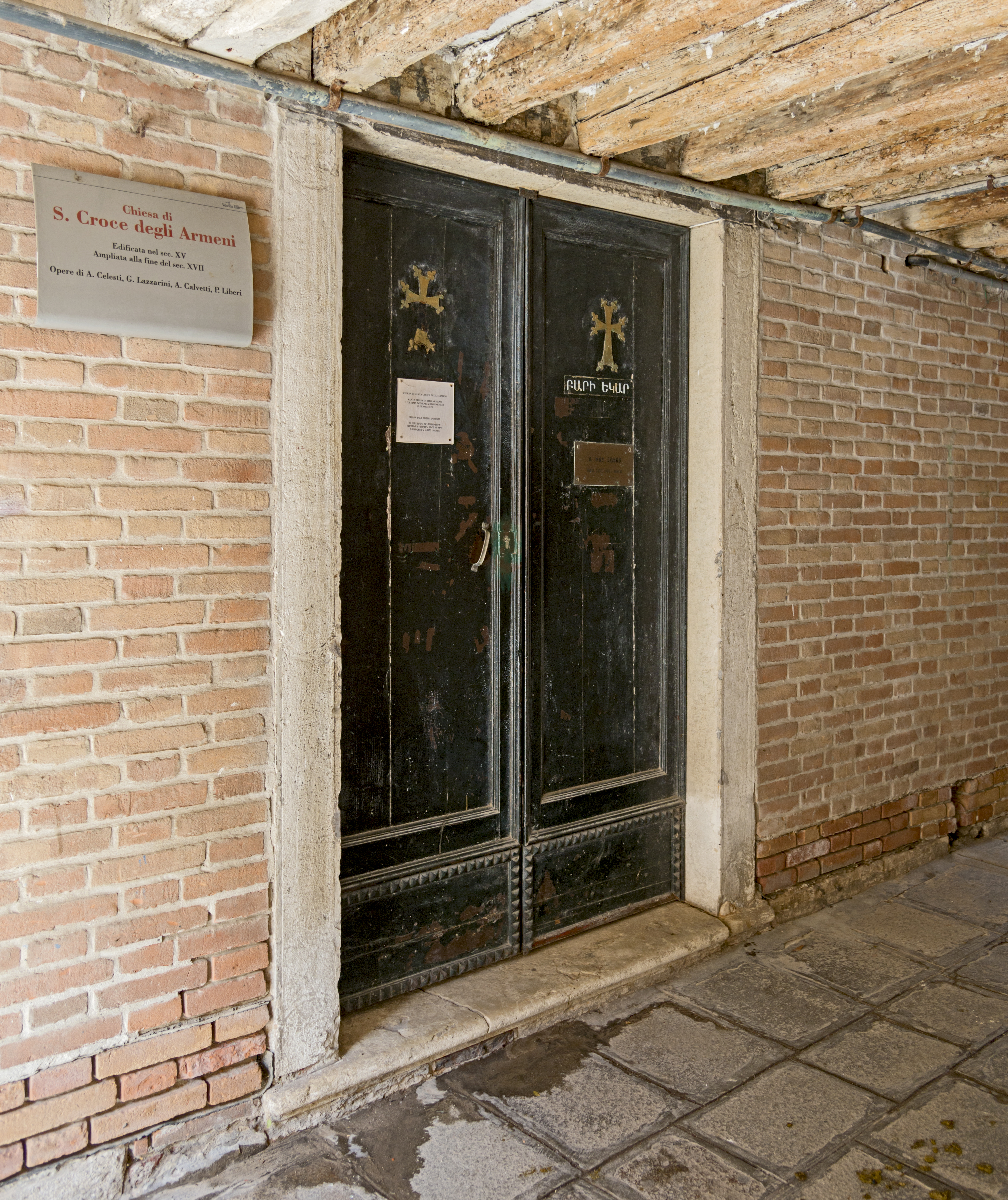
La très discrete entrée dans le Sotoportego degli Armeni

## Historique
L'édifice date du XIIIe siècle.
L'église est rattachée à la paroisse de l'Église San Moisè.